# マッド・ザ・スワイン
「マッド・ザ・スワイン」（Mad the Swine）は、イギリスのロックバンドのクイーンの楽曲で、イギリスと日本ではシングル「ヘッドロング」のB面としてリリースされた。作曲はフレディ・マーキュリー。

## 概要
この曲は1972年から1973年頃に録音され、ファーストアルバム『戦慄の王女』の「グレイト・キング・ラット」と「マイ・フェアリー・キング」の間に収録される予定だったが、プロデューサーのロイ・トーマス・ベイカーがドラムとパーカッションの出来に不満だったため、アルバムには収録されなかった。
1991年にこの曲は「ヘッドロング」のB面曲として初めてリリースされ、同年に『戦慄の王女』の再発盤にも収録された。
また、初期のライブでは演奏されていたこともあった。

## シングル収録曲

### イギリス盤
1. ヘッドロング - Headlong (Queen)
2. 神々の民 - All God's People (Queen, Mike Moran)
3. マッド・ザ・スワイン - Mad the Swine (Mercury)

### 日本盤(ヘッドロング+2)
1. ヘッドロング - Headlong (Queen)
2. マッド・ザ・スワイン - Mad the Swine (Mercury)
3. ロスト・オポチュニティ - Lost Opportunity (Queen)

## 担当
- フレディ・マーキュリー - リード・ボーカル
- ブライアン・メイ - エレクトリック・ギター、アコースティック・ギター
- ロジャー・テイラー - ドラムス、パーカッション、バッキング・ボーカル
- ジョン・ディーコン - ベースギター